# Continentverschuiving
Continentverschuiving, continentale drift of continentendrift (van het Engelse continental drift) is het geologische verschijnsel waarbij continenten bewegen. Deze bewegingen met snelheden van enkele centimeters per jaar kunnen sinds de opkomst van de satellietgeodesie ook daadwerkelijk gemeten worden. De beweging van continenten wordt veroorzaakt door platentektoniek.

## Historische ontwikkeling

Animatie van de bewegingen van de continenten in de laatste 250 miljoen jaar

De Zuid-Nederlandse cartograaf Abraham Ortelius was in 1596 de eerste die schreef over de overeenkomst tussen de kustlijnen van de Oude en de Nieuwe Wereld, en die speculeerde over het afscheuren en uiteenbewegen van continenten als gevolg van een catastrofe. Zijn ideeën werden echter niet opgepikt.
Alfred Wegener merkte aan het begin van de 20e eeuw op dat de randen van sommige continenten (met name Zuid-Amerika en Afrika) gelijk zijn van vorm, waaruit hij concludeerde dat de continenten ooit aan elkaar zaten en uit elkaar zijn gegaan. Dit idee noemde hij continentendrift of continentale drift. Hoewel Wegener veel bewijzen verzamelde ten gunste van zijn theorie, werd die toch door de meeste geologen afgewezen. Het probleem was dat niet bekend was hoe enorme landmassa's konden bewegen over het aardoppervlak. Voor zo'n beweging is een enorme kracht nodig en het was niet bekend waar die vandaan kwam.
Nadat Wegener in 1930 op 50-jarige leeftijd was overleden, verzamelde Alexander du Toit meer bewijs voor continentendrift. Arthur Holmes stelde tegelijkertijd voor dat de beweging van de continenten wordt aangedreven door horizontale stroming in de onderliggende aardmantel, die wordt veroorzaakt door convectie. Er waren geen bewijzen voor Holmes' idee, waardoor ook dit genegeerd werd.
Na de Tweede Wereldoorlog werden deze bewijzen wel ontdekt door onder anderen John Tuzo Wilson. In 1961 stelde Harry Hammond Hess dat op mid-oceanische ruggen oceanische spreiding plaatsvindt, waarmee de theorie van platentektoniek was geboren. Deze theorie is op sommige punten sindsdien op details bijgesteld, maar in wezen hetzelfde gebleven.
Volgens de platentektoniek bewegen de continenten (platen) als gevolg van convectiestroming in de mantel. Ze bewegen langzaam van elkaar af, botsen tegen elkaar, schuiven onder elkaar door, of schuren langs elkaar heen. Dit veroorzaakt verschillende verschijnselen aan de oppervlakte, zoals aardbevingen, vulkanisme, en langzame veranderingen, zoals bodemdaling, gebergtevorming en de verplaatsing van continenten. De aardkorst is, gezien op een geologische tijdschaal van miljarden jaren (3,8 tot 2,5), een dynamisch systeem. Het oercontinent noemde Wegener Pangea. Dit splitste in Laurazië en Gondwana.
Sinds de opkomst van de satellietgeodesie worden de bewegingen van de continenten gemeten voor het definiëren van het wereldwijde coördinatensysteem.

## Voetnoten
1. ↑  James Romm, "A New Forerunner for Continental Drift" in: Nature, vol. 367, 1994, p. 408. DOI:10.1038/367407a0